# Трубецкой, Евгений Николаевич
Князь Евге́ний Никола́евич Трубецко́й (23 сентября (5 октября) 1863, Москва — 5 февраля 1920, Новороссийск) — русский философ

, правовед, публицист, общественный деятель из рода Трубецких.
Сын музыковеда Николая Петровича Трубецкого, брат князей Петра, Сергея и Григория Николаевичей, отец философа и литератора Сергея Трубецкого.

## Биография
Сын Николая Петровича и Софьи Алексеевны Трубецких. В семье Н. П. Трубецкого было 12 детей (трое — от первого брака, остальные — от второго, с Софьей Алексеевной Лопухиной). Жизнь Евгения Трубецкого была тесно связана с жизнью его старшего брата (оба от второго брака) — Сергея Николаевича. В 1874 году оба брата поступили в 3-й класс частной гимназии Креймана, в 1877 году — в 5-й класс гимназии в Калуге, куда их отец был назначен вице-губернатором. Огромные духовные сокровища были вложены в жизнь семьи матерью — С. А. Лопухиной: 

…с тех пор врезалась мне в сознание эта интуиция всевидения <Бога>, которому до дна все светло…

Сильное влияние на формирование религиозной настроенности в семье оказали монастыри, располагавшиеся неподалёку от усадьбы Трубецких — Ахтырки. В тринадцати вёрстах от неё находится Троице-Сергиева лавра и в пяти вёрстах — Хотьковский женский монастырь: 

Хотьковом и Лаврой полны все наши ахтырские воспоминания. В Лавру совершались нами, детьми, частые паломничества, там же похоронили и дедушку Трубецкого, а образ святого Сергия висел над каждой из наших детских кроватей.
В 1879 году оба брата, увлечённые идеями Чарльза Дарвина, Герберта Спенсера, Томаса Бокля, Людвига Бюхнера, Виссариона Белинского, Николая Добролюбова и Дмитрия Писарева, пережили острый религиозный кризис. Этот кризис братья преодолели довольно быстро, благодаря книге Куно Фишера «История новой философии» из гимназической библиотеки, чтение которой положило начало серьёзного изучения ими философии. Теперь предметом их изучения стали произведения Платона, Канта, Фихте, Шеллинга. Затем последовали Алексей Хомяков, Владимир Соловьёв, роман «Братья Карамазовы» Фёдора Достоевского. Неожиданное откровение было дано Трубецкому при исполнении 9-й симфонии Бетховена под управлением Антона Рубинштейна.
Восприятие Бетховенской симфонии привело его к вере, которая открылась ему как источник высшей радости.
В 1881 году братья Трубецкие окончили Калужскую гимназию и поступили на юридический факультет Московского университета. По окончании университета со степенью кандидата прав в 1885 года Евгений поступил в качестве вольноопределяющегося в стоявший в Калуге Киевский гренадерский полк; в сентябре сдал офицерские экзамены и получил чин подпоручика.
В апреле 1886 года получил в Демидовском лицее звание приват-доцента, защитив диссертацию pro venia legendi на тему «О рабстве в древней Греции» и с 22 июля начал читать лекции на кафедре энциклопедии права.
В 1886 году Евгений во время одной из «сред» в доме Льва Лопатина познакомился с Владимиром Соловьёвым. Будучи учеником и продолжателем Соловьёва, не соглашался со многими аспектами его учения, особенно — с его экуменическими идеями. Он был «даже не соловьёвец, но активный и часто непобедимый его противник».
С 4 июля 1892 году перемещён на службу в Киевский университет Святого Владимира — приват-доцентом кафедры энциклопедии права. В ноябре этого же года в Императорском Московском университете защитил магистерскую диссертацию «Религиозно-общественный идеал западного христианства в V в. Миросозерцание Блаженного Августина». В конце мая 1897 года после защиты там же диссертации «Религиозно-общественный идеал западного христианства в XI в. Идея Божеского царства у Григория VII и публицистов — его современников» (Киев, 1897) был удостоен степени доктора государственного права и в июле получил должность ординарного профессора Киевского университета.
С 1905 года член земского кружка «Беседа», протопартийного объединения, и Союза освобождения. Во время «банкетной кампании» союза — собраний для распространения решений первого легального Земского съезда за конституцию — держал речь на самом большом банкете, который состоялся в Киеве и собрал более тысячи участников. После образования в октябре 1905 года Конституционно-демократической партии вошёл в её Центральный комитет. В конце 1905 года граф Сергей Витте, формировавший новый Совет министров, предложил Трубецкому пост министра народного просвещения, но при встрече последний отказался от портфеля и в открытом письме констатировал, что в таком правительстве он, как член партии, не сможет выполнить свою программу в настоящее смутное время.

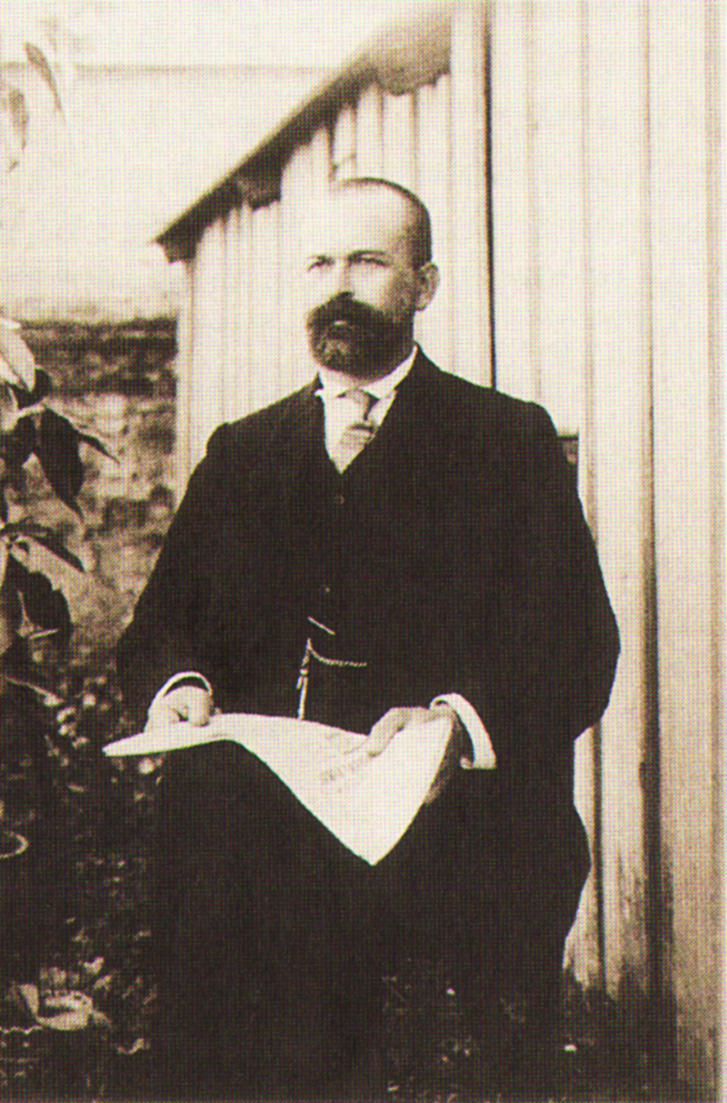
Евгений Трубецкой. 1910 год

В конце мая 1905 года познакомился с меценаткой Маргаритой Морозовой, когда тридцатидвухлетняя вдова с четырьмя детьми предоставила свой дом делегатам Всероссийского земского съезда, где выступали и братья Сергей и Евгений Трубецкие. На её средства Трубецкой стал издавать общественно-политический журнал «Московский еженедельник». Выдающимся итогом этой «беззаконной любви» было московское книгоиздательство Морозовой «Путь», где, кроме работ Трубецкого, были напечатаны труды Сергея Булгакова, Владимира Эрна, Павла Флоренского. С 1906 года член Совета Московского религиозно-философского общества памяти Владимира Соловьёва.
В начале 1906 года баллотировался в Первую Государственную думу от Партии народной свободы, то есть кадетов. С 1906 года Трубецкой — профессор энциклопедии и истории философии права в Московском университете, позднее занимал кафедру философии.

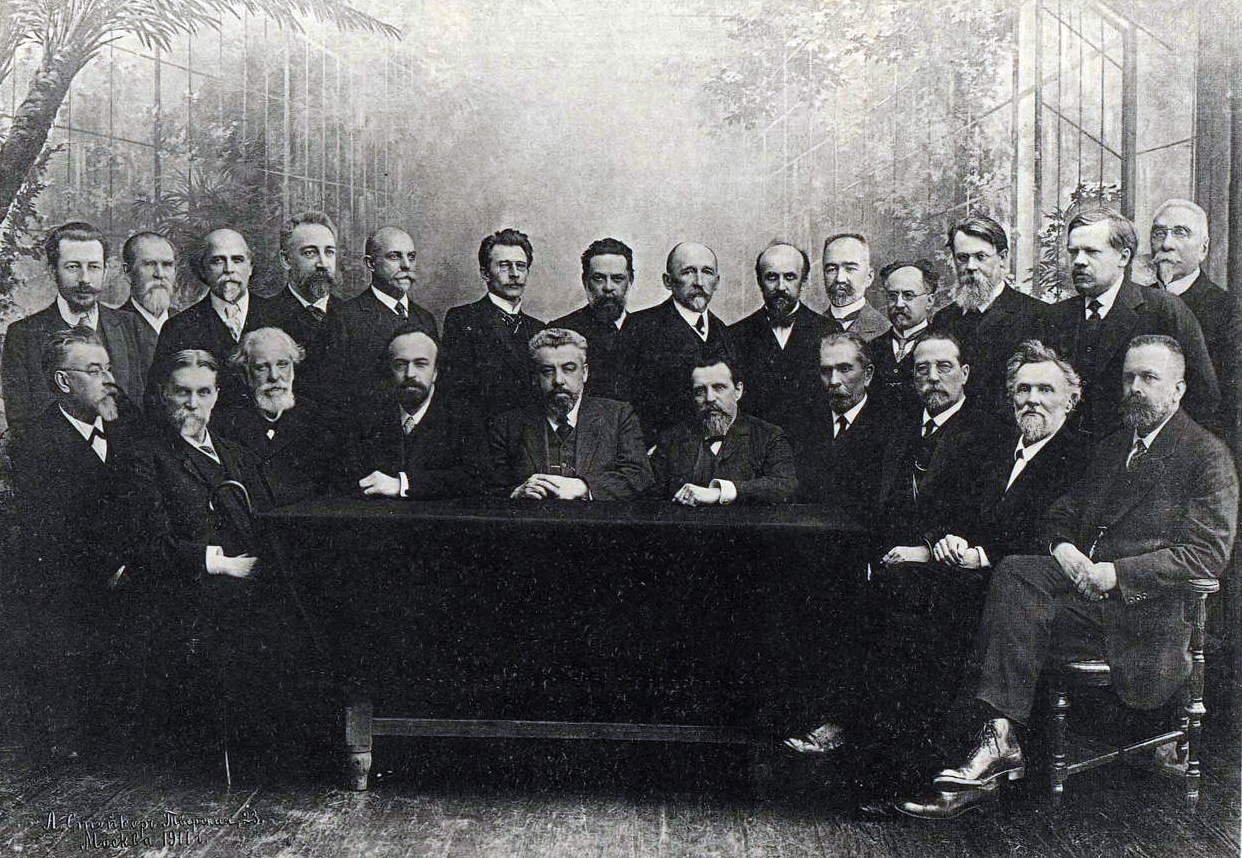
Профессора Московского университета (1911). Сидят: В. П. Сербский, К. А. Тимирязев, Н. А. Умов, П. А. Минаков, М. А. Мензбир, А. Б. Фохт, В. Д. Шервинский, В. К. Цераский, Е. Н. Трубецкой. Стоят: И. П. Алексинский, В. К. Рот, Н. Д. Зелинский, П. Н. Лебедев, А. А. Эйхенвальд, Г. Ф. Шершеневич, В. М. Хвостов, А. С. Алексеев, Ф. А. Рейн, Д. М. Петрушевский, Б. К. Млодзеевский, В. И. Вернадский, С. А. Чаплыгин, Н. В. Давыдов.

Первоначально Трубецкой был одним из видных членов и основателей кадетской партии, затем вышел из-за её нежелания сотрудничать с правительством. Он стал одним из создателей, на основе фракции «мирного обновления» в 1-й Государственной думе, Партии мирного обновления, неофициальным органом которой стал «Московский еженедельник». Более трёхсот передовых статей Трубецкого было напечатано здесь. Уже в 1907 году в статье «Два зверя» Трубецкой предчувствовал надвигающуюся катастрофу Российской империи: «При первом внешнем потрясении Россия может оказаться колоссом на глиняных ногах. Класс восстанет против класса, племя против племени, окраины против центра. Первый зверь проснётся с новою, нездешней силой и превратит Россию в ад».
В 1907—1908 годах (а затем — в 1915—1917-м) член Государственного совета.
В 1911 году Евгений Трубецкой вместе с большой группой профессоров покинул Московский университет в знак несогласия с нарушением правительством принципов университетской автономии (Дело Кассо). В связи с этим семья Трубецких переселилась в Калужскую губернию — в имение Бегичево. Здесь Трубецкой занимался ведением хозяйства, а также писал философские статьи для издательств «Путь» и «Русская мысль». В Москву он приезжал лишь для чтения лекций в народном университете имени Шанявского и участия в некоторых заседаниях Религиозно-философского и Психологического обществ.
В 1914 году в связи с начавшейся мировой войной он, испытав патриотическое воодушевление, задумался о смысле жизни, что проявилось в статьях и книгах этого периода. В это же время под влиянием впечатлений от выставки древнерусской живописи из коллекции Ильи Остроухова он написал три очерка о русской иконе: «Умозрение в красках» (1915), «Два мира в древнерусской иконописи» (1916) и «Россия в её иконе» (1917).
Председатель комитета «Война и культура» Всероссийского союза городов (1914), уполномоченный Главного комитета Всероссийского земского союза помощи больным и раненым воинам (1915), член Политического отдела Всероссийского союза торговли и промышленности, делегат IX съезда партии народной свободы, I и II Совещаний общественных деятелей, товарищ председателя Всероссийского съезда духовенства и мирян (1917).
В 1917—1918 годах член Всероссийского Поместного собора, товарищ председателя, член Соборного Совета и Религиозно-просветительного совещания при нем, заместитель председателя VI и член II отделов, член Высшего Церковного Совета.

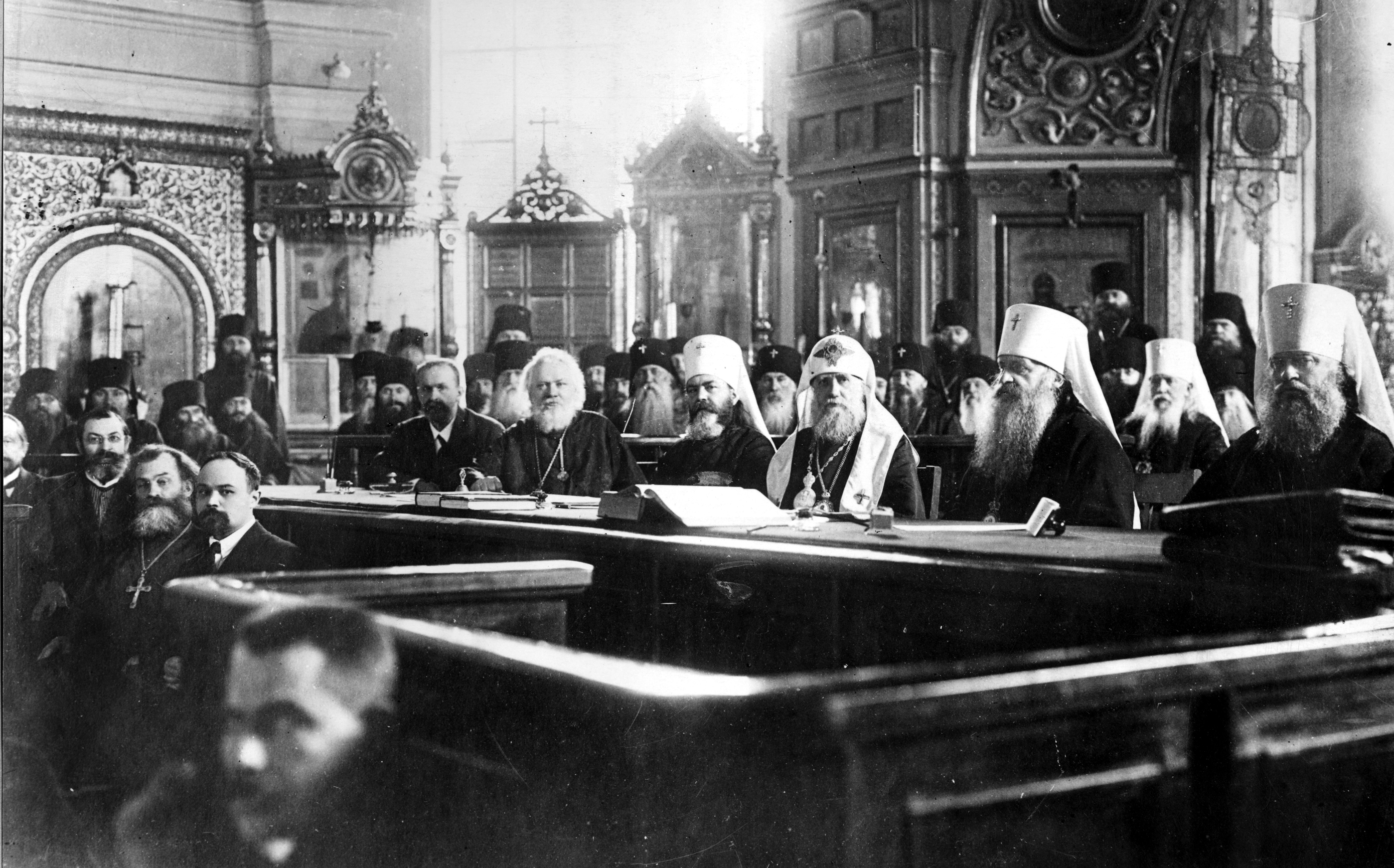
Заседание поместного собора. Шестой справа — Евгений Трубецкой

19 мая 1918 года Трубецкой был официальным оппонентом на защите диссертации Ивана Ильина на тему «Философия Гегеля как учение о конкретности Бога и человека». В это же время в рядах антибольшевистской организации действовал Правый центр. Непосредственная угроза ареста вынудила Трубецкого покинуть Москву, и 24 сентября 1918 года он выехал в Киев. Там вошёл в состав Совета государственного объединения России (СГОР), а затем и в его бюро. В начале декабря того же года покинул осаждённый войсками Симона Петлюры Киев и в конце этого месяца перебрался в Одессу, куда уже переместилось руководство СГОР. В группе его членов был командирован в Екатеринодар к Антону Деникину договориться о форме управления Юго-Западным краем с большей автономией от Добровольческой армии. Попытка оказалась неудачной. В марте 1919 года в Екатеринодаре.
В 1919 году на белом юге России принимал участие в создании единого управления Русской православной церкви до освобождения Москвы и соединения с Патриархом. Член Юго-восточного русского церковного собора с 19 по 23 мая 1919 года в Ставрополе, принявшего положение о высшем церковном управлении в регионе.
На белом Юге князь принял участие в работе Освага — органе информации и пропаганды на территории, подконтрольной Добровольческой армии.
Попав вместе с отступавшей армией в Новороссийск, Трубецкой заболел здесь сыпным тифом и умер 5 февраля 1920 года.
Похоронен на Успенском кладбище, действовавшем с 1870-х годов до 1920-х, могила восстановлена в 1993 г.
Протоиерей Сергий Булгаков в некрологе написал: «Среди интеллигенции, духовно-тёмной и мёртвой, князь Евгений Николаевич Трубецкой являлся нелицемерным и верным исповедником христианской веры».

## Миросозерцание
Историческому христианству Трубецкой приписывал организующую роль в политической жизни современных культурных народов; но поскольку средневековые отцы церкви смешивали благодатный порядок с порядком правовым, постольку их вероучение являлось для него обречённым на утрату своей силы. Миросозерцание блаженного Августина он считал типичной феноменологией христианского самосознания. Центральным положением религиозно-политического учения Григория VII Трубецкой считал идею всемирного царского священства, долженствующего обнять собой не только клир, но и мир. Несмотря на внутренние партийные распри, западная церковь, по убеждению Трубецкого, вносила нередко мир и единство в хаос средневековых политических сил и давала европейским народам возможность сохранить плоды общечеловеческой духовной культуры среди окружающего варварства. Он считал, что эту высокую миссию христианская церковь должна была сохранить за собой, но для этого требовалось сбросить с себя вековые путы недостойного прислужничества у светской власти, вернуться к высоким заветам митрополита Филиппа, бесстрашно обличавшего правительственную неправду.
Трубецкой — один из основных представителей метафизики всеединства, созданной В. С. Соловьёвым. Он критически пересматривал философию Соловьёва, определяя некоторое ядро и пытаясь решить задачу развития из этого ядра цельной и систематической философии Богочеловечества. Вне ядра оказываются прежде всего такие «утопии» Соловьёва: резкое преувеличение роли в Богочеловеческом процессе отдельных частных сфер и явлений: католицизма, теократии. Центральным объектом и одновременно главным орудием исследования в философии Трубецкого является концепция Абсолютного сознания. Возникает она в ходе гносеологического анализа. Согласно идеям Трубецкого, всякий акт познания направлен к установлению некоторого безусловного и общеобязательного (а значит, транссубъективного, сверхпсихологического) содержания — смысла или же истины — и, следовательно, предполагает существование такового; в любом сущем должна существовать истина. Истина же, по своей природе не есть ни сущее, ни бытие, но именно содержание сознания, притом характеризующееся безусловностью и сверхпсихологичностью. В понимании Трубецкого, Бог — вездесущий центр и смысл мировой эволюции, но не её субъект.

## Семья
В 1889 году женился на княжне Вере Щербатовой, дочери бывшего первого выборного московского городского головы князя Александра Щербатова. От этого брака у них родилось трое детей: Сергей, Александр и Софья. Лето семья почти всегда проводила в Наре (Верейского уезда), в имении Щербатова.